# Юрій Ханон
Юрій Хано́н (Юрій Хано́нЪ, до 1993 року Юрій Ха́нін; справжнє iм'я Юрій Феліксович Соловйов-Савоя́ров; народ. 16 червня 1965, Ленінград) — радянський і російський композитор, письменник і художник; перший лауреат премії Європейської кіноакадемії (FELIX) за кращу музику (1988 рік) і дипломант російської премії «Ніка» за 1989 рік. Онук знаменитого в дореволюційному Петрограді артиста-ексцентрика, автора безлічі популярних пісень і куплетів, Михайла Савоярова.
Отримавши популярність в 1988—1992 роках в кінематографі, на телебаченні і серією концертів, з 1993 року Юрій Ханон повністю згорнув публічну діяльність. Серед академічних композиторів Юрій Ханон виділяється своєю вкрай незалежної, жорсткої позицією і замкнутим, герметичним способом життя і творчості.

## Біографія
У 1988 році закінчив Ленінградську державну консерваторію ім. Римського-Корсакова по класу композиції (професор Володимир Цитовіч). Однак своїми реальними вчителями і предтечами Юрій Ханон називає двох композиторів-ідеологів, особливих в історії музики: Олександра Скрябіна та Еріка Саті.
Юрій Ханон — не тільки композитор і філософ (ідеолог), він, крім того, відомий як письменник, художник, студійний піаніст і ботанік-селекціонер. Справжній онук свого діда, «короля ексцентрики» 1910-х років, Юрій Ханон відрізняється не тільки ексцентричним, але також незалежним і герметичним характером. Понад чверть століття він веде замкнутий спосіб життя, ніколи не перебував і не перебуває в одній професійній організації (будь то музичної чи літературної). Після 1992 року припинив які б то не було публічні виступи, інтерв‘ю, концерти, телезйомки та будь тиражування своєї музики, повністю сконцентрувавшись на роботі «в суспільстві самого себе».
«…Безсумнівно, Юрій Ханон увійшов в історію музики як найбільш закритий композитор. Отримавши в 23 роки європейське визнання і зробивши сенсацію усередині країни, він проіснував на публічному полі всього три роки, а потім відмовився продовжувати так, як це прийнято. Зачинивши за собою двері, і щільно задёрнув штори, він сказав: „Все, вважайте, що мене Ні!“ … і ми, жили в один час з ним, не знайшлися, що йому відповісти».:96
 — (Владимир Тихонов, из книги «Імперія білої маски»)
З усіх музичних творів найбільшою популярністю в 1998—2008 роках користувався одноактний балет «Середній дует» на музику Ханона (першу частину «Середньої симфонії»), поставлена Олексієм Ратманським в 1998 в Маріїнському театрі (номінація на премію «Золота маска»), а в 2006 у Большому театрі і театрі Нью-Йорк Сіті балет. Вельми наочним для більш точної картини існування творчості цього автора є наступний факт: «Середній дует», що показується по всьому світу і поставлений на найбільших сценах, все десять років використовувався всіма перерахованими вище (і багатьма іншими) театрами і антрепризами піратським чином, тобто — без складання авторського договору і відрахувань.
За образу життя і мотивації такого рішення нерідко проводять паралель між Ханон і відомим математиком Григорієм Перельманом, його однолітком і земляком. Це порівняння тим більш наочно, що обидва вони демонстративно покинули професійне середовище після оголошеної премії. Крім того, схожість посилюється тим, що в дитинстві Григорій Перельман вчився грати на скрипці, потім на все життя зберігши інтерес до класичної музики.
Починаючи з 2006 року Юрій Ханон перейшов на особливий «реверсивний» метод композиції, коли «одна партитура пишеться вперед, а інша — одночасно назад, до свого повного знищення». Діючи таким чином, він розраховує до умовного терміну повністю знищити всі свої раніше написані твори, як опубліковані й виконані, так і не видані.

## Фільмографія
Юрій Ханон працював в кіно дуже нетривалий час, всього три роки (1988—1991). Першу свою роботу («Дні затемнення» кінорежисер А. Сокуров) він написав, будучи ще студентом консерваторії. Однак, незважаючи на європейський успіх, друга його робота стала фактично останньої. Зробивши всього три кінофільму, з яких перший був відзначений Європейська кіноакадемія призом «Єврооскаром» (Felix) за кращу музику в кіно («Дні затемнення», листопад 1988 року, Західний Берлін), Юрій Ханон більш вже не повертався до роботи в кіно і для кіно. На десятки пропозицій кінорежисерів про співпрацю щоразу відмовляв. З 1991 року Юрій Ханон припинив також і всяку публічну діяльність і повністю сконцентрував себе на головній роботі, яка, за його висловом, може відбуватися тільки наодинці «між кінчиком олівця і папером».
Кінострічки, в яких брав участь Юрій Ханон:
- 1988 — «Дні затемнення» (СРСР: композитор)[8]
- 1989 — «Врятуй і збережи» (СРСР: композитор)[9]
- 1990 — «Дрібний біс» (короткометражний, СРСР: композитор)
- 1992 — «Шагренева Кость[ru]» (Росія: композитор, виконавець головної ролі, сценарист: спільно з І.Безруковим)

Призи та премії:
- 1988 — Премия «Феликс» Европейской киноакадемии (За лучшую музыку, фильм «Дні затемнення»)[10]
- 1989 — Номінація премії «Ніка» Спілки кінематографістів СРСР («Один з трьох композиторів», за кращу музику, фільм «Дні затемнення»).
- Гільдія кінокритиків Росії 2000 року включила фільм «Дні затемнення» в список ста кращих фільмів за всю історію вітчизняного кінематографа..[11]
- У 2001 році фільм «Дні затемнення» увійшов до списку 100 кращих кінострічок XX століття, відібраних Європейської кіноакадемією.[8]

## Літературні роботи

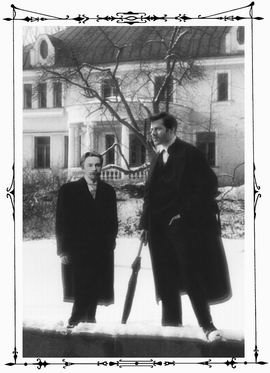
«Скрябін як особа» (фронтиспіс)
Ханон та Скрябін (1902)

Юрій Ханон в якості письменника (в основному есеїста і белетриста) працює з 1983. Однак, так само як і в своїй музичній частині творчості, він протягом усього цього часу не був стурбований публічної долею своїх творів. За винятком роману Скрябін як особа і одного невеликого оповідання, всі свої твори художньої прози він писав прямо «в стіл» без жодного розрахунку на публікацію і жодного разу не піднімав питання про випуск в тираж. Його перу належить більше сорока невеличких оповідань, п'ять повістей (найбільші — «чорніючий на зрізі» і «Повість про те життя») і роман «Кост-Малламирскій синдром», жодне з цих творів не опубліковано. Стиль цієї прози — важкий, в'язкий і перевантажений словесною грою, мабуть, може бути розташований між «Чевенгур» Платонова і пізніми розповідями Хармса. Всього один маленький розповідь «Моя маленька правда про ту війну» (адаптований уривок з роману «Кост-Малламирскій синдром») був майже випадковим чином опублікований в московському журналі «Місце печатки» (№ 5, 1994).
В 1993 за наполяганням видавців Ханон опублікував цикл (більше двадцяти) статей «Тьмяне Бесіди», в яких в провокаційній і саркастичною формі ознайомив читачів з основними положеннями своєї доктрини (газета «Сегодня», С-Петербург, квітень-листопад 1993). Точно таким же чином їх публікація через півроку була перервана автором. Сьогодні практично всі ці, а також деякі інші циклові статті представлені на різних Internet-ресурсах.
Осібно стоїть роман «Скрябін як особа» (видавництво «Лики Росії» спільно з Центром Середньої музики, С-Петербург, 1995) — це дуже товста книга (майже 700 сторінок), яку Юрій Ханон написав спеціально для створення елітного предмета книжкового мистецтва. І літературний стиль, і мова разюче відрізняється від оповідань і повістей цього автора. Це роман у мемуарах, заснований на особистих спогадах автора, протягом більше двадцяти років близько знайомого з композитором Олександром Скрябіним. Оповідання ведеться від першої особи, теж композитора, який поперемінно постає під прізвищем Юрій Ханон або Ханін. Мова і стиль — легкий, місцями навіть нарочито розріджений, в цілому заснований на розмовному і літературному мові у перших двох десятиліть XX століття.
"…Творчість Скрябіна в книзі описано самим допитливим чином: Скрябін для Ханіна — його alter ego, і тому запідозрити мемуариста в тому, що він чогось не знав з Скрябінські музики, просто неможливо. До того ж, будучи чудовим піаністом, він переграв (причому в публічних концертах!) мало не всі Скрябінські спадщина. Очевидці клавірабенд Ханона згадують, що гра піаніста вражала не тільки незрівнянним технічним рівнем, тонким розумінням усіх поворотів Скрябінські мислення, але і тим, що він не боявся підправляти великого майстра, «покращувати» (!) його нотний текст (до речі, про це йдеться і в книзі)…:292
 — (Віктор Єкимовських, из книги «Автомонографія»)
Особливу частину проекту складає власне видання книги як предмет книжкового мистецтва. Представляючи собою тотальний авторський продукт, книга була видана в стилі дорогих подарункових видань XIX століття, тиражем 2000 звичайних екземплярів і ще більше 151 елітних (розділених на нумерние та іменні), в шкіряному палітурці (в стилі і за технологією XIX століття). Текст, редактура і художнє оформлення аж до форзаців та обкладинки повністю виконані автором. Книга у вільний продаж майже не надходила, ніде не рекламувалася і великого резонансу не мала, за винятком професійних кіл.

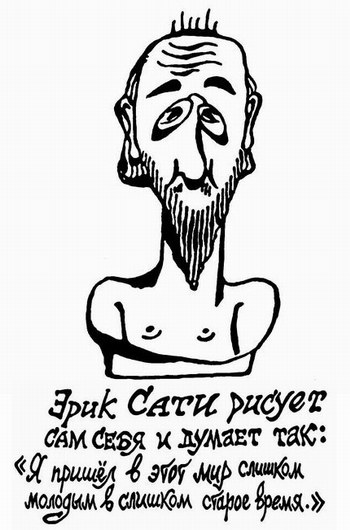
Ерік Саті, автопортрет з книги «Спогади заднім числом»

У 2010 році Центр Середньої Музики спільно з видавництвом Лики Росії випустив у світ ще один товстий працю з історії музики: «Ерік Саті, Юрій Ханон. Спогади заднім числом». Книга обсягом майже в 700 сторінок не випадково має двох авторів: вона написана в провокаційній та вільній формі. До неї увійшли всі літературні твори, критичні статті, нотатки і навіть записні книжки Еріка Саті, а також майже всі листи, більш шістдесяти малюнків і все його життя, від народження і до смерті. Це перша книга Саті і про Саті, що вийшла російською мовою.
У 2013 році Центром Середньої Музики та видавництвом Ліки Росії було випущено ще одне прецедентне видання — Юрій Ханон. «Альфонс, якого не було». Це перша книга Альфонса Аллі та про Аллу російською мовою.
Після 2009 року Юрі Ханон почав публікувати свої нариси, історії, статті та результати досліджень на власному веб-сайті ″khanograf″, створені разом з Анною Тароном;
Після 2009 року Юрій Ханон розпочав публікацію своїх есе, оповідань, статей та досліджень на власному веб-сайті «ханограф» (″khanograf″), створені разом з Анною Тхарон, за півтора десятка років їх кількість перевищила дві сотні. Крім основного автора, на тому ж ресурсі публікувалися, часто у співавторстві, також Борис Йоффе, Віктор Якимовський, Володимир Тихонов, Псой Короленко, Анна Тхарон, та інші відомі персони. Тематика текстів дуже широка, від «натурфілософії натур» до історичного музикознавства та загалом відповідає спектру інтересів основного автора. У 2024 році обидва персональні сайти Ю.Ханона були архівовані «на вічне зберігання» до каталогу Баварської державної бібліотеки.

### Деякі книги
- «Скрябін як особа[ru]» (роман, частина перша), 680 с. — С-Петербург, 1995
- «Ніцше contra Ханон» або книга, яка ні на що не схожа, 840 с. — С-Петербург, 2009
- «Спогади заднім числом» Ерік Саті, Юрій Ханон, 680 с. — С-Петербург, 2010
- «Альфонс, якого не було», (збірник збірок) перша російська книга Альфонса Алле, 544 с. — С-Петербург, 2010
- «Два Процесу» (або маленьке відкриття), книга без права переписки, 568 с. — С-Петербург, 2011
- «Чорні Алеї» (або перша книга не для людей), 648 с. — С-Петербург, 2012
- «Три Інваліда» (тварина, людина, інвалід) в трьох томах. — С-Петербург, 2013
- «Два гримерів» (в співавторстві з Л. Латиніным), 304 стр. — С-Петербург, 2014
- «Избранное Из'бранного» (краще з гіршого), Юрій Ханон, Михайло Савояров, 356 стр. — С-Петербург, 2017